# غانم (اسم)
غانم هو اسم علم مذكر من أصل عربي، ومعناه هو الفائز بالغنيمة المنتصر في الحرب.

## شخصيات تحمل الاسم
- غانم الجميلي (دبلوماسي عراقي، 1 يونيو 1950 – )
- غانم الدوسري (قاهر ال سعود، 16 مايو 1980 – )
- غانم الزرلي (ممثل تونسي، 6 ديسمبر 1984 – )
- غانم الصالح (ممثل كويتي، 13 مارس 1943 – 19 أكتوبر 2010)
- غانم اللميع
- غانم بشير (لاعب كرة قدم إماراتي، 11 نوفمبر 1986 – )
- غانم بن سعد آل سعد (23 أغسطس 1964 – )
- غانم عريبي (لاعب كرة قدم عراقي، 16 أغسطس 1961 – )
- غانم علي (مخرج أفلام جزائري، 1943 – )
- غانم هداف (لاعب كرة قدم قطري، 27 سبتمبر 1991 – )

## وصلات خارجية
- موسوعة السلطان قابوس لأسماء العرب نسخة محفوظة 5 أبريل 2019 على موقع واي باك مشين.